# Aeropuerto Internacional de Bujará
El Aeropuerto Internacional de Bujará (IATA: BHK, OACI: UTSB) está ubicado en Bujará, Uzbekistán.

## Aerolíneas y destinos
| Aerolíneas         | Destinos                                                                                     |
| ------------------ | -------------------------------------------------------------------------------------------- |
| Aeroflot           | Moscú–Sheremetyevo                                                                           |
| HumoAir            | Taskent                                                                                      |
| Qanot Sharq        | Yeda                                                                                         |
| Red Wings Airlines | Majachkalá, Moscú–Zhukovsky                                                                  |
| Rossiya            | Sochi                                                                                        |
| SmartAvia          | San Petersburgo                                                                              |
| Turkish Airlines   | Estambul                                                                                     |
| Ural Airlines      | Moscú–Domodedovo                                                                             |
| Utair              | Moscú–Vnukovo                                                                                |
| Uzbekistan Airways | Fergana, Estambul, Krasnodar, Moscú–Domodedovo, Namangan, San Petersburgo, Tashkent, Urgench |